# Berga
Pour les articles homonymes, voir Berga (homonymie).

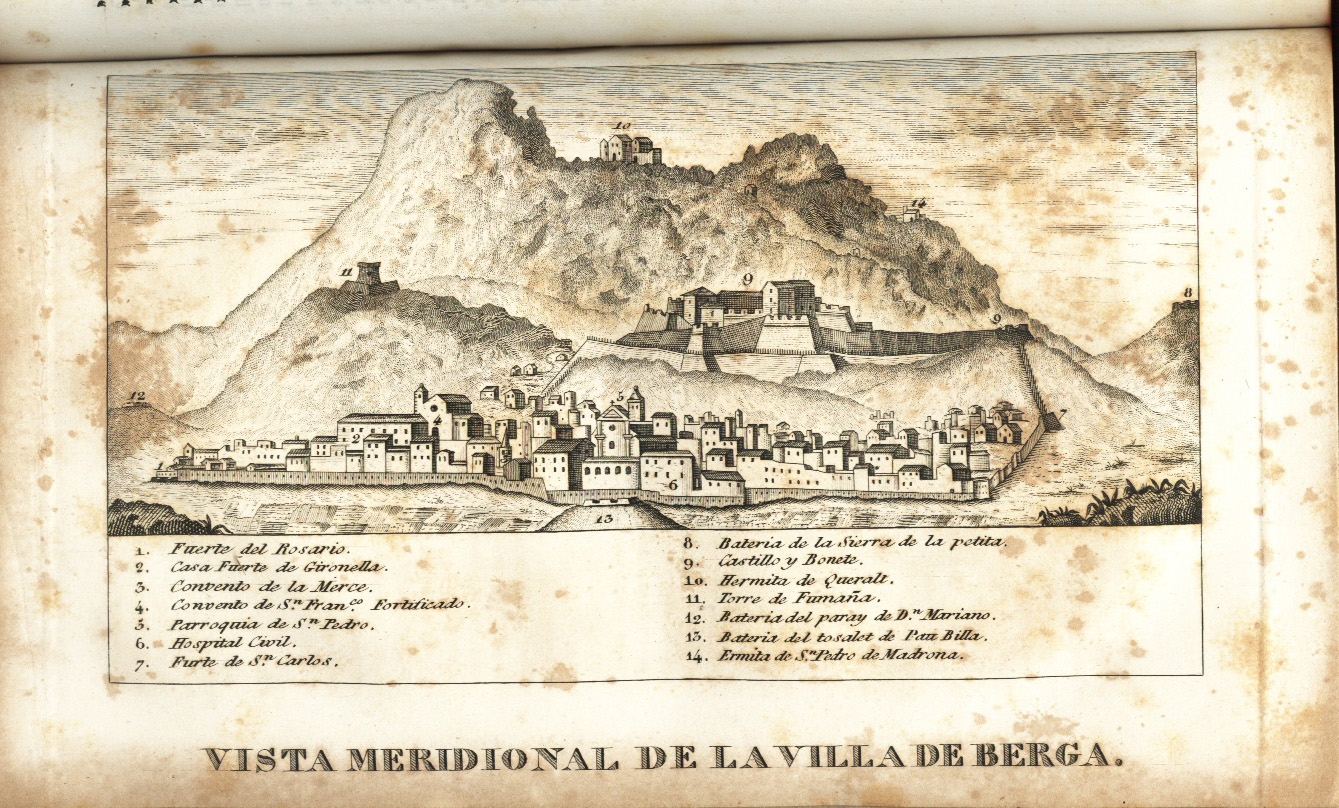
Schéma de la façade méridionale de Berga

Berga est une commune de la communauté de Catalogne en Espagne, située dans la Province de Barcelone. Son nom antique est Bergium.

## Géographie
Elle est le chef-lieu de la comarque de Berguedà et est reliée à Barcelone, au sud, par l'E-9. D'une extension de 22,54 km2, la commune est traversée par le Llobregat.

## Histoire
En 195 av. J.-C., la cité de Bergium fut prise par Caton l'ancien grâce à l'aide de certains des habitants qui occupèrent la citadelle.
L'église médiévale de San Quirce de Pedret (IXe siècle), rattachée à la paroisse de Berga, a été cédée, en 1959, à la municipalité de Berga par l'évêque de Solsona.
Selon certains, il s'agirait de la cité dénommée Castrum Bergium par Tite-Live, cité conquise par Hannibal. Elle passera aux mains des Maures au VIIe siècle avant d'être prise par les Francs au IXe siècle. Au siècle suivant, elle est intégrée dans le comté de Cerdanya (Cerdaña) puis est rattachée, à la mort du comte Bernardo Guillermo, en 1117, au comté de Barcelone.
C'est à partir de son toponyme qu'a été créé le nom européen de la bergamote, fruit exotique originaire des îles Canaries et importé par Christophe Colomb.
La ville est prise par les troupes de la Reine le 4 juillet 1840 après une victoire sur les carlistes commandés par Cabrera.
En janvier 1932, c'est à Berga que commence la révolte de l'Alt Llobregat, la grève révolutionnaire qui toucha les secteurs miniers et textiles.

## Économie
Berga est aussi réputée pour avoir été le centre historique des filatures catalanes de coton et le siège des tissages Farguell dont les propriétaires développeront l'un des tout premiers métiers à tisser de la péninsule, « La Berguedana ».

## Lieux et monuments
Le parc naturel de Cadi-Moixeró se situe à proximité de Berga (au nord).

### Commanderie d'Isot-Costoja-Berga
L'une de ses églises, San Juan (es) / Sant Joan de Berga (ca), a été classée bien culturel d'intérêt local en 1983. Le quartier où elle se trouve appartenait aux Hospitaliers de la commanderie dite d'Isot-Costoja-Berga (ca).

### Randonnée
Venu de Foix en Ariège, le sentier de grande randonnée 107 se termine à Berga après avoir traversé les Pyrénées par le col transfrontalier de la Portella Blanca d'Andorra (2 517 m).

### Rue du Logiciel-Libre
La première rue du Logiciel-Libre au monde a été inaugurée à Berga par Richard Stallman le 3 juillet 2010. C'est la reconnaissance de la dimension sociale du mouvement du logiciel libre par la ville de Berga et son maire, M. Juli Gendrau.

## Personnalités liées à la commune
- Gustave Obiols (1858-?), membre fondateur de la Société des artistes espagnols à Paris, est né Gustavo Obiols i Delgado à Berga.
- Aurora Bertrana (1892-1974), écrivaine et musicienne de jazz, décédée à Berga.

## Festivités
Parmi les diverses festivités rythmant la vie locale, le Patum, défilé de géants rappelant la conquête de la région par les chevaliers chrétiens avec le soutien supposé de l'archange saint Michel à la tête d'une nuée d'anges, combattant Lucifer allié des Sarrasins dirigés par le chef de guerre Abul-Afer ou Bullafer (la Bulla étant le nom originel du Patum). Il s'agissait à l'origine (attestée par des documents en 1525) d'une fête païenne qui fut progressivement transformée en allégorie chrétienne. Le Patum se déroule lors de la semaine de la Fête-Dieu, à la fin du mois de mai et courant juin. Au fil des siècles, divers défilés allégoriques ont été ajoutés aux scènes d'origine, ainsi de la présentation de l'àliga (l'aigle) qui symbolise le pouvoir des comtes de Berga. Cette fête s'est vu décerner le label de chef-d'œuvre du patrimoine oral et immatériel de l'humanité par l'Unesco en novembre 2005.

## Jumelage
- Tarascon-sur-Ariège (France)